# مايكل بوندسن
مايكل بوندسن (12 مايو 1949 - 8 نوفمبر 2020)، والذي يشار إليه أحيانًا باسم بوندين، هو مغني دنماركي وكاتب أغاني ومضيف تلفزيوني سابق، اشتهر بأنه المغني الرئيسي لمجموعة البوب الدنماركية Shu-bi.